# Digesto

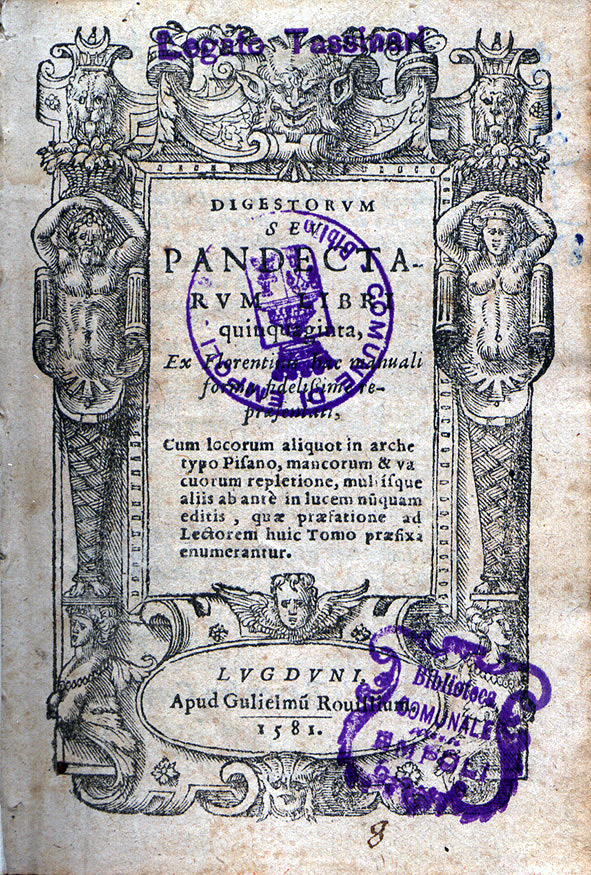
Digestorum, seu Pandectarum libri quinquaginta. Lugduni apud Gulielmu[m] Rouillium, 1581.

El Digesto (en griego: Pandektai, en latín: Digestum) es una obra jurídica publicada en el año 533 por el emperador bizantino Justiniano I.

## Digestode Justiniano
El Digesto de Justiniano entró en vigor quince días después de su publicación. Su nombre vino dado en honor de Justiniano, cuya obra más importante tomaba el mismo nombre (asimismo digestum significa ‘resumen’, ‘compendio’, etc.).
Después de haber publicado el Codex o Código, que luego formaría parte de la compilación de constituciones y jurisprudencia del derecho romano desde el emperador Adriano hasta su época, conocida como Corpus Iuris Civilis, Justiniano decidió reunir en una sola obra las sentencias de los jurisconsultos clásicos (iura), es decir que el Digesto es una recopilación de la jurisprudencia romana que servía en forma de «citas» a los juristas de la época.
Su origen se remonta al 530, época en que el emperador bizantino Justiniano I ordenara la compilación y codificación de las obras jurídicas de los jurisconsultos romanos.
Actualmente, el término DIGESTO, no solo se aplica a la codificación del Derecho Romano, sino también, y por extensión a la compilación ordenada de toda norma jurídica. 
Su estudio es importante en la historia del Derecho, debido a que fue el primer cuerpo legal donde se establecieron normas jurídicas y que sirvió como base para futuros dispositivos legales.
La estructura de la obra es la siguiente:
Primera parte
Llamada en griego Πρώτα (Prota, 'los primeros') abarca los libros I-IV y recoge los conceptos jurídicos generales, los principios de la jurisdicción y la introducción de la instancia, así como un largo extracto histórico sobre jurisprudencia romana y la evolución del ius.
Segunda parte
Llamada pars de iudiciis, se extiende desde el libro V hasta el XI y se ocupa de la teoría general de las acciones, la defensa de la propiedad y los restantes derechos reales.
Tercera parte
Llamada pars de rebus, comprende los libros XII-XIX y recoge no solo el título edictal XVII de rebus creditis sino también el título XIX de bonae fidei iudiciis, referente a los contratos.
Cuarta parte
Llamada umbilicus por su posición central en la obra. Constituida por el primer grupo de los libri singulares, incluye los libros XX a XXVII. En ella pueden distinguirse dos secciones claramente diferenciadas: los libros XX-XXII que tratan del derecho hipotecario y los mecanismos de prueba; y los libros XXIII a XXVII, que regulan las relaciones de familia y las instituciones propias del ámbito familiar: matrimonio, dote, filiación y tutela.
Quinta parte
Segundo grupo de los libri singulares, engloba los libros XXVIII a XXXVI y su temática es más homogénea al tratarse en ellos el derecho sucesorio (herencias y legados).
Sexta parte
Sin nombre, formada por los libros XXXVI a XLIV, comienza con la bonorum possessio (libros XXXVII-XXXVIII) y continúa con instituciones relativas a la propiedad y a la posesión (libros XXXIX-XLIV).
Séptima
Última parte, también innominada, en la que se distinguen cuatro secciones: las estipulaciones y las diversas instituciones relacionadas con ella (XLV-XLVI), los libri terribiles (XLVII-XLVIII) sobre derecho penal público y privado, el penúltimo libro, el de appellationibus(XLIX) y, finalmente,  el abigarrado libro L, que trata sobre el sistema municipal y las normas interpretativas, que integran un título sobre el significado de las palabras y otro sobre las reglas jurídicas de los antiguos.

## Elaboración delDigesto: la comisión
Para la elaboración del Digesto se nombró a una comisión formada por dieciséis miembros y dirigida por Triboniano, que se encargó de estudiar, seleccionar y ordenar el conjunto de sentencias o fallos y opiniones de los jurisconsultos que habían gozado del Ius Respondendi, que era una concesión imperial que le era otorgada a los jurisconsultos.
A los miembros de dicha comisión se les dotó de facultades para retocar los textos para que mantuvieran concordancia con la obra completa, lo que posteriormente supondría un problema. Se revisaron unos dos mil libros, de los cuales se tomaron los de los jurisconsultos de la época de finales de la República hasta la del Bajo Imperio o época del Dominado.

## Estructura interna
El Digesto estaba formado por 9142 fragmentos de 39 juristas:
- treinta y cinco juristas clásicos, pertenecientes al Principado, destacando Ulpiano, del que procede un tercio del Digesto -3000 fragmentos-, además de Paulo, que representa un quinto del total de la obra.
- dos eran juristas de la época preclásica: Alfeno Varo, Quinto Mucio Escévola.
- dos juristas de la época postclásica: Hermogeniano y Arcadio Carisio

Cada uno de los textos eran ordenados de manera sistemática: en 50 libros, divididos en títulos, excepto los libros 30, 31 y 32 (de legatiis et fideicommissis), y cada uno de estos en fragmentos. Antes de cada título le precedía una inscripción (Inscriptio) que determinaba el autor, el título de la obra y el número de libro del que se había extraído cada fragmento.
Una división práctica del Digesto es en tres partes principales, que son Digesto Viejo (D. 1. 1-24.2), Inforciato (D. 24.3 - 38.17) y Digesto Nuevo (D. 39.1 - 50.17).

## Problemas que plantea elDigesto
El Digesto plantea cuatro problemas fundamentales:
- Rapidez en su confección;
- Modificación intencionada;
- Problema de las interpolaciones;
- Transmisión del manuscrito.

Las dos primeras se desarrollan a continuación.

### Rapidez en su confección
Hay que tener en cuenta que una obra magna como el Digesto se elaboró en sólo tres años (530-533), siendo establecido por Justiniano un plazo máximo (y estimado) de diez. Para explicar este corto periodo de tiempo han surgido varias teorías entre las que destacan dos:
- Teoría de las Masas (Bluhme, 1818);
- Teoría del Predigesto (Peters, 1913).

Ambas se enuncian a continuación:

#### Teoría de las Masas (Bluhme)
La teoría de Federico Bluhme (1818) para explicar la rápida elaboración del Digesto, comienza observando que, dentro de cada título del Digesto, los extractos de determinados grupos de escritos de los juristas se encontraban generalmente juntos. Lo anterior llevó a Bluhme a sostener que, dentro de la comisión creada para la creación del Digesto, se crearon unos subgrupos o subcomisiones, cada una de las cuales trabajo un determinado conjunto o «masas» de escritos jurisprudenciales. De esa forma, se pudo realizar un trabajo simultáneo, más rápido.
Las masas identificadas son esencialmente, tres:
- Masa sabiniana (comentarios al Ius Civile, en particular los libri ad Sabinum de Ulpiano y Paulo; de allí su nombre);
- Masa edictal (comentarios al edicto pretoriano o Ius Honorarium);
- Masa papinianea (respuestas y cuestiones de los juristas Papiniano, Ulpiano y Paulo).

Asimismo, se podría añadir una cuarta de carácter misceláneo, la denominada masa apéndice, que trataría temas diversos.

#### Teoría del Predigesto (Peters)
En 1913 Hans Peter, romanista alemán, postuló la tesis de que habría existido, antes de la elaboración del Digesto, una colección anterior de jurisprudencia clásica, la cual solo habría sido trabajada parcialmente por la comisión nombrada por Justiniano, y luego publicada como el Digesto. Para ello se apoyó en los más antiguos comentarios al Digesto, sosteniendo que en realidad se refieren a dicha colección previa. 

### Modificación intencionada
Para mantener la concordancia de los textos se modificaron estos, lo que supuso un problema y que Justiniano trató de justificar (en la Constitutio Tanta X) respondiendo que dichas modificaciones se realizaron por «razón de utilidad». 